# 情報技術科
情報技術科（じょうほうぎじゅつか）は、プログラミングやソフトウェアなどの知識や技術を習得させる学科である。コンピュータのハードウェア（目に見える機械の部分）とソフトウェア（コンピュータを動かすプログラム）の両方について、基本的な知識と技術を学ぶ。単に知識を覚えるだけでなく、実際にコンピュータを使いこなす力を身につける。
生産システムや制御システム、ネットワークなど、社会の様々な場所で使われているコンピュータの仕組みを理解し、それらを開発したり応用したりする仕事で活躍できる実践的な技術を習得することが目標である。

## 主に取得を目指す資格・検定
- 応用情報技術者試験
- 基本情報技術者試験
- ITパスポート試験
- 情報セキュリティマネジメント試験
- 情報技術検定
- 計算技術検定
- パソコン利用技術検定
- ビジネス文書実務検定

## 設置校
- 北海道旭川工業高等学校
- 北海道札幌琴似工業高等学校
- 北海道苫小牧工業高等学校
- 北海道函館工業高等学校
- 北海道室蘭工業高等学校
- 青森県立青森工業高等学校
- 青森県立八戸工業高等学校
- 青森県立弘前工業高等学校
- 宮城県工業高等学校
- 山形県立寒河江工業高等学校
- 福島県立会津工業高等学校
- 福島県立郡山北工業高等学校
- 福島県立平工業高等学校
- 茨城県立玉造工業高等学校
- 茨城県立土浦工業高等学校
- 茨城県立常陸大宮高等学校
- 茨城県立水戸工業高等学校
- 栃木県立宇都宮白楊高等学校
- 栃木県立那須清峰高等学校
- 群馬県立太田工業高等学校
- 群馬県立高崎工業高等学校
- 埼玉県立浦和工業高等学校
- 埼玉県立久喜工業高等学校
- 埼玉県立熊谷工業高等学校
- 埼玉県立越谷総合技術高等学校
- 埼玉県立新座総合技術高等学校
- 埼玉県立三郷工業技術高等学校
- 千葉県立千葉工業高等学校
- 千葉県立東総工業高等学校
- 東京都立荒川工科高等学校
- 東京都立府中工科高等学校
- 山梨県立韮崎工業高等学校
- 長野県岡谷工業高等学校
- 長野県駒ヶ根工業高等学校
- 静岡県立掛川工業高等学校
- 静岡県立島田工業高等学校
- 静岡県立浜松工業高等学校
- 名古屋工業高等学校
- 名古屋市立工業高等学校
- 兵庫県立神戸工業高等学校
- 彩星工科高等学校
- 兵庫県立兵庫工業高等学校
- 島根県立松江工業高等学校
- 岡山県立岡山工業高等学校
- 岡山県立水島工業高等学校
- 広島県立総合技術高等学校
- 広島県立宮島工業高等学校
- 香川県立坂出商業高等学校
- 愛媛県立今治工業高等学校
- 高知県立高知工業高等学校
- 高知県立宿毛工業高等学校
- 福岡県立香椎工業高等学校
- 福岡県立苅田工業高等学校
- 真颯館高等学校
- 福岡県立戸畑工業高等学校
- 福岡県立八女工業高等学校
- 祐誠高等学校
- 長崎県立長崎工業高等学校
- 熊本県立天草工業高等学校
- 熊本県立八代工業高等学校
- 日本文理大学附属高等学校
- 宮崎県立佐土原高等学校
- 宮崎県立延岡工業高等学校
- 鹿児島県立薩南工業高等学校
- 鹿児島県立隼人工業高等学校
- 沖縄県立浦添工業高等学校
- 沖縄県立八重山商工高等学校